# Ecphylus werneri
Ecphylus werneri är en stekelart som beskrevs av Josef Fahringer 1924. Ecphylus werneri ingår i släktet Ecphylus och familjen bracksteklar. Inga underarter finns listade i Catalogue of Life.